# La Boîte aux rêves
Pour plus de détails, voir Fiche technique et Distribution.
La Boîte aux rêves est un film français réalisé par Yves Allégret et Jean Choux, sorti en 1945.
La réalisation semble avoir été compliquée, Jean Choux laissant ensuite la place à Yves Allégret, choisi par la vedette qui avait eu l'idée du scénario, Viviane Romance. Cette dernière souhaitait sans doute un rôle lui permettant de sortir de ses emplois habituels, ceux de garce, de vamp ou de prostituée.
Le film a été filmé aux Studios de la Victorine, à Nice, au printemps 1943. Il sortira en France le 11 juillet 1945.

## Synopsis
Quatre amis, Pierre, Jean, Marc et Alain, partagent le même appartement avec la règle de n'accepter la présence d'aucune femme. Mais ils font la connaissance de Nicole qui, tombée amoureuse de Jean, parvient à s'incruster en se faisant passer pour amnésique. Elle va alors s'occuper du ménage et de l'avenir des quatre garçons qui ignorent qu'elle est l'héritière du millionnaire Payen-Laurel.

## Fiche technique
- Réalisation : Yves Allégret et Jean Choux (non crédité)
- Scénario : Yves Allégret, Viviane Romance, René Lefèvre
- Assistant réalisateur : René Clément
- Musique : Jean Marion
- Directeur de la photographie : Jean Bourgoin
- Montage : Jean Sacha
- Lieux de tournage : Studios de Saint-Laurent-du-Var[3]
- Producteur :  Cesare Marvasi
- Société de distribution : Les Films Minerva
- Genre : Comédie
- Durée : 100 min.
- Date de sortie : 11 juillet 1945
- Affiche : Bernard Lancy (France)

## Distribution
- Viviane Romance : Nicole Payen-Laurel
- Henri Guisol : Pierre Forestier
- Franck Villard : Jean
- René Lefèvre : Marc
- Pierre-Louis : Alain
- Palau : Payen-Laurel
- Gisèle Alcée : Gisèle
- Roland Armontel : Amédée
- Henri Bry : Pépito
- Mathilde Casadesus : l'Agitée
- Marguerite Pierry : Tante Lucie
- Robert Pizani : Oncle André
- Léonce Corne : le parent
- Félix Oudart : ?
- Albert Rémy : un invité au mariage
- Germaine Stainval : une invitée au mariage
- Simone Signoret : la poule de Pépito (non créditée)
- Gérard Philipe : un invité de la fête du début (non crédité)
- Jacques Dynam : le livreur[4]
- Paul Frankeur : le fleuriste (non crédité)
- Pierre Asso : Le fou (il n'apparaît pas dans les copies actuellement visibles)

## Réception critique
Les chroniqueurs cinéma n'apprécient pas le film, qualifié de « petit navet persillé, mijoté qu'on entrevoyait se transforme de minute en minute en un légume monstrueux, en un rutabaga-phénomène, et il ne reste plus au spectateur que la ressource d'une fuite précipitée. » (Jean-Gérard Cervier, La Dépêche de Paris, 19 juillet 1945.)  En effet, « cette vie de bohème 1939 [...] sonne [...] faux d'un bout à l’autre. En dépit d’un dialogue souvent charmant de M. René Lefèvre, on y vit d’une fantaisie de rigueur – ô légèreté de René Clair ! – bien plus lourde à porter qu’une vie de chien. La joyeuseté sent la mécanique et l’appris par cœur. Toutefois l’écueil le plus grave reste encore Mlle Viviane Romance dans le rôle de la jeune fille. Mlle Viviane Romance, dont la personnalité exprime si parfaitement le désir et la lascivité, la passion et le don spontané de la chair, n'est pas du tout à sa place dans ce jeu de banderilles amoureuses. C'est bien simple, elle a l’air de s'être trompée de film en cours de réalisation. » (Jacques Berland, Front National, 17 juillet 1945.)
Ou encore : « Pourquoi ce titre ? Parce que le rêve est mis en boîte et que le film vous a un petit air de conserve pour l’exportation ? Conserve de mauvaise qualité. Car il ne suffit pas de mettre au frigidaire, en dose plus ou moins commerciale, turbulence el folie, ivresse et pauvreté, pour faire un film sur la jeunesse. Et quelle jeunesse ! Celle qu'on nous présents est la plus fausse, la plus conventionnelle qui soit, Étudiants, peintres, journalistes ou musiciens, tous ces jeunes gens sont des ratés. Il faut croire à la contagion : le film n'est pas moins raté que ses personnages. […] » (Pierre Lagarde, Résistance, 21 juillet 1945.).